# Domingos André Ribeiro Almeida
Domingos André Ribeiro Almeida   (Guimarães, 30 de maig de 2000) és un futbolista professional portuguès que juga de migcampista amb el València CF de la Lliga.

## Carrera de club

### Vitória Guimarães
Nascut a Guimarães, província del Minho, Almeida va ingressar al planter del Vitória SC abans de fer els 10 anys. El 6 d'agost del 2016, amb només 16 anys, va debutar amb el primer equip a la LigaPro, on va jugar 77 minuts en la derrota per 2-1 a domicili contra el CD Santa Clara.
Almeida va aparèixer en el seu primer partit a la Primeira Liga amb el primer equip el 18 d'agost del 2019, com a titular a l'empat 1-1 a casa amb el Boavista FC. Va marcar el seu primer gol a la competició el 8 de setembre, en el partit fora de casa contra el Rio Ave FC (mateix resultat). Al març, havia signat un contracte professional fins al 2022 amb una clàusula de rescissió de 20 milions d'euros.

### València
El 25 d'agost de 2022, Almeida es va incorporar al Valencia CF amb un contracte de sis anys.